# Fosterito

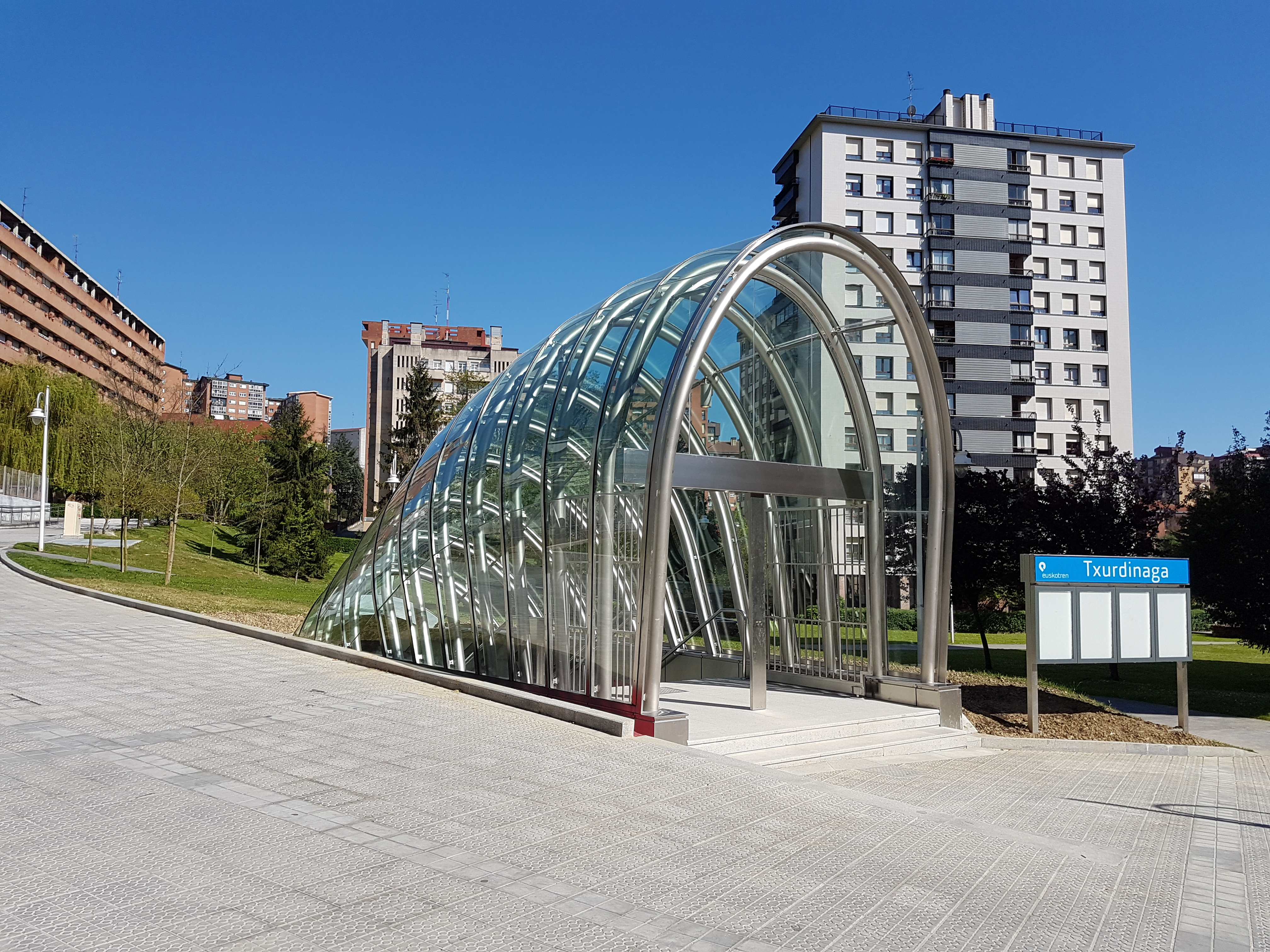
Fosterito de la estación de Txurdinaga en la línea 3 del metro de Bilbao.

Fosterito es el nombre popular dado a las marquesinas de acero y vidrio que sirven de entrada a las bocas del metro de Bilbao. Su nombre alude humorísticamente al arquitecto Norman Foster, responsable del diseño del mismo. Hay fosteritos en las líneas 1, 2 y 3.